# Neoboutonia mannii
Neoboutonia mannii är en törelväxtart som beskrevs av George Bentham och Joseph Dalton Hooker. Neoboutonia mannii ingår i släktet Neoboutonia och familjen törelväxter. IUCN kategoriserar arten globalt som nära hotad. Inga underarter finns listade i Catalogue of Life.